# 梅爾溫齊
48°22′41″N 28°3′5″E / 48.37806°N 28.05139°E
梅爾溫齊（烏克蘭語：Мервинці）是位於烏克蘭西南部的村莊，由文尼察州裡莫希利夫-波季利斯基区的巴布欽齊市鎮負責管轄。該村面積1.6平方公里，海拔高度143米，2001年人口350，人口密度每平方公里218.75人。